# 8305 Teika
8305 Teika è un asteroide della fascia principale. Scoperto nel 1995, presenta un'orbita caratterizzata da un semiasse maggiore pari a 2,4154424 UA e da un'eccentricità di 0,1060235, inclinata di 5,65321° rispetto all'eclittica.